# Лација
Лација (грч. Λατσιά) је велико насеље на Кипру. Званично Лација припада округу Никозија.
Лација је ново предграђе главног града Никозије. Последњих година је Лација у наглом развоју - ту су последњих изграђени највећи стадион на острву, нови кампус Универзитета Кипра и нова градска болница Никозије.

## Природни услови
Насеље Лација налази на јужним границама Никозије. Лација је смештена у подручју главне острвске равнице Месаорије, на приближно 190 метара надморске висине.